# توتس بارجر
إليزابيث «توتس» بارغر (ولدت في 30 مارس 1913 وتوفيت في 28 سبتمبر 1998) كانت بطلة بولينج بالتيمور بولاية ماريلاند. ولدت ماري إليزابيث رايان في هاميلتون بولاية ماريلاند وتخرجت من المدرسة الثانوية الشرقية عام 1931
أطلقت عليها خالتها لقب "Tootsie"، والتي اختصرتها لاحقًا إلى الاسم المستعار "Toots"". تزوجت من إرنست بارجر، وهو سباك، ولديهما طفلان.
بدأت بارجر لعبة البولينج في عام 1939، عندما لعبت في دوري ابن عمها في بالتيمور. يُعتقد على نطاق واسع أنه تم اختراعها في بالتيمور في عام 1900، وصلت رياضة البولينج دوك بينج إلى ذروة شعبيتها في الأربعينيات والخمسينيات من القرن الماضي. رعت صحيفة بالتيمور إيفيننج صن بطولة سنوية من عام 1925 إلى عام 1968، والتي كانت تُذاع غالبًا على التلفزيون المحلي. فازت بارجر بتلك البطولة 12 مرة في 22 عامًا، بما في ذلك ستة انتصارات متتالية من عام 1946 إلى عام 1951. وقد تم تصنيفها على أنها لاعبة البولينج رقم واحد من قبل الكونجرس الوطني لبولينج دوكبين ثلاث عشرة مرة خلال مسيرتها المهنية. كما فازت ثلاث مرات ببطولة الولايات المتحدة الكلاسيكية وفازت سبع مرات بسباق ديكسي كلاسيك. كان بارغر من المشاهير المحليين، الذي وصف بأنه «ملكة البط». كانت هي وزوجها يمتلكان صالة Libertytown للبولينج، حيث أعطى Barger دروسًا في البولينج. تقاعد بارجر من الرياضة في عام 1961 وتوقف عن البولينج بالكامل في عام 1995 بعد استبدال الركبة مرتين.
تم إدخال بارغر في قاعة مشاهير Duckpin Bowling ، قاعة مشاهير الرياضة بمقاطعة Anne Arundel ، وكانت ثاني امرأة يتم إدخالها إلى قاعة مشاهير الرياضيين في ولاية ماريلاند في عام 1961. وقد تبرعت بعدد من العناصر لمتحف سميثسونيان الوطني للتاريخ الأمريكي، بما في ذلك كرة بولينج محفور عليها لقبها Toots. في عام 1999، نشرت Sports Illustrated قوائم بأعظم الرياضيين في كل رياضة على الإطلاق من كل ولاية أمريكية، بما في ذلك Barger في قائمة ماريلاند في المرتبة 50.
في عام 1992 قادت حملة فاشلة لجعل لعبة البولينج البطولية الرياضة الرسمية لولاية ماريلاند.
توفيت بالسرطان في دار للمسنين في فريدريك بولاية ماريلاند عام 1998.